# Diócesis de Saint Cloud
La diócesis de Saint Cloud (en latín: Dioecesis Sancti Clodoaldi y en inglés: Roman Catholic Diocese of Saint Cloud) es una circunscripción eclesiástica de la Iglesia católica en Estados Unidos. Se trata de una diócesis latina, sufragánea de la arquidiócesis de Saint Paul y Mineápolis. Desde el 15 de diciembre de 2022 su obispo es Patrick Neary, de la Congregación de Santa Cruz.

## Territorio y organización
La diócesis tiene 31 730 km² y extiende su jurisdicción sobre los fieles católicos de rito latino residentes en 16 condados del estado de Minnesota: Stearns, Sherburne, Benton, Morrison, Mille Lacs, Kanabec, Isanti, Pope, Stevens, Traverse, Grant, Douglas, Wilkin, Otter Tail, Todd y Wadena.
La sede de la diócesis se encuentra en la ciudad de Saint Cloud, en donde se halla la Catedral de Santa María.
En 2020 en la diócesis existían 131 parroquias.

## Historia
El vicariato apostólico de Minnesota Septentrional fue erigido el 12 de febrero de 1875 con el breve Venerabiles fratres del papa Pío IX, tomando su territorio de la diócesis de Saint Paul (hoy arquidiócesis de Saint Paul y Mineápolis). Originalmente, el vicariato apostólico incluía el norte de Minnesota y el este del Territorio de Dakota.
El 3 de octubre de 1889 el vicariato apostólico cedió una parte de su territorio para la erección de la diócesis de Duluth y al mismo tiempo fue elevado al rango de diócesis con su nombre actual, en virtud del breve Ex debito supremi del papa León XIII.

## Estadísticas
Según el Anuario Pontificio 2021 la diócesis tenía a fines de 2020 un total de 125 850 fieles bautizados.
| Año                                                                             | Población            | Población | Población      | Sacerdotes | Sacerdotes    | Sacerdotes    | Bautizados por sacerdote | Diáconos permanentes | Religiosos | Religiosos | Parroquias |
| Año                                                                             | Bautizados católicos | Total     | % de católicos | Total      | Clero secular | Clero regular | Bautizados por sacerdote | Diáconos permanentes | Varones    | Mujeres    | Parroquias |
| ------------------------------------------------------------------------------- | -------------------- | --------- | -------------- | ---------- | ------------- | ------------- | ------------------------ | -------------------- | ---------- | ---------- | ---------- |
| 1950                                                                            | 90 882               | 321 465   | 28.3           | 185        | 157           | 28            | 491                      |                      | 309        | 1252       | 139        |
| 1966                                                                            | 139 241              | 330 021   | 42.2           | 349        | 189           | 160           | 398                      |                      | 126        | 1540       | 147        |
| 1970                                                                            | 145 347              | ?         | ?              | 334        | 169           | 165           | 435                      |                      | 247        | 1425       | 137        |
| 1976                                                                            | 145 347              | 349 853   | 41.5           | 307        | 152           | 155           | 473                      | 1                    | 229        | 1153       | 139        |
| 1980                                                                            | 154 000              | 360 000   | 42.8           | 292        | 144           | 148           | 527                      | 5                    | 230        | 871        | 147        |
| 1990                                                                            | 151 116              | 442 000   | 34.2           | 267        | 145           | 122           | 565                      | 24                   | 213        | 675        | 144        |
| 1999                                                                            | 148 243              | 474 546   | 31.2           | 277        | 138           | 139           | 535                      | 37                   | 69         | 674        | 140        |
| 2000                                                                            | 147 577              | 480 375   | 30.7           | 247        | 131           | 116           | 597                      | 36                   | 193        | 660        | 139        |
| 2001                                                                            | 147 047              | 488 181   | 30.1           | 248        | 132           | 116           | 592                      | 35                   | 202        | 648        | 139        |
| 2002                                                                            | 147 849              | 499 103   | 29.6           | 234        | 123           | 111           | 631                      | 37                   | 196        | 633        | 138        |
| 2003                                                                            | 148 466              | 440 701   | 33.7           | 246        | 132           | 114           | 603                      | 40                   | 198        | 609        | 138        |
| 2004                                                                            | 147 748              | 516 755   | 28.6           | 225        | 116           | 109           | 656                      | 44                   | 178        | 585        | 138        |
| 2010                                                                            | 142 576              | 558 890   | 25.5           | 218        | 115           | 103           | 654                      | 48                   | 159        | 464        | 135        |
| 2014                                                                            | 133 307              | 561 485   | 23.7           | 209        | 108           | 101           | 637                      | 49                   | 168        | 401        | 131        |
| 2017                                                                            | 133 215              | 570 680   | 23.3           | 200        | 99            | 101           | 666                      | 56                   | 212        | 374        | 134        |
| 2020                                                                            | 125 850              | 581 000   | 21.7           | 197        | 96            | 101           | 638                      | 57                   | 173        | 286        | 131        |
| Fuente: Catholic-Hierarchy, que a su vez toma los datos del Anuario Pontificio. |                      |           |                |            |               |               |                          |                      |            |            |            |

## Episcopologio
- Rupert Seidenbusch, O.S.B. † (12 de febrero de 1875-19 de octubre de 1888 renunció)
- John Joseph Frederick Otto Zardetti † (22 de septiembre de 1889-6 marzo 1894 nombrado arzobispo de Bucarest)
- Martin Marty, O.S.B. † (21 de enero de 1895-19 de septiembre de 1896 falleció)
- James Trobec † (5 de julio de 1897-15 de abril de 1914 renunció[nota 1])
- Joseph Francis Busch † (19 de enero de 1915-31 de mayo de 1953 falleció)
- Peter William Bartholome † (31 de mayo de 1953 por sucesión-31 de enero de 1968 renunció[nota 2])
- George Henry Speltz † (31 de enero de 1968 por sucesión-13 de enero de 1987 retirado)
- Jerome George Hanus, O.S.B. (6 de julio de 1987-23 de agosto de 1994 nombrado arzobispo coadjutor de Dubuque)
- John Francis Kinney † (9 de mayo de 1995-20 de septiembre de 2013 retirado)
- Donald Joseph Kettler (20 de septiembre de 2013-15 de diciembre de 2022 retirado)
- Patrick Neary, C.S.C., desde el 15 de diciembre de 2022